# Дубовица (Курская область)
Дубовица — село в Хомутовском районе Курской области России. Административный центр Дубовицкого сельсовета.

## География
Село находится в западной части Курской области, в лесостепной зоне, в пределах Среднерусской возвышенности, на левом берегу реки Хатуша, на расстоянии приблизительно 2 км (по прямой) к северо-западу от Хомутовки, административного центра района. Абсолютная высота — 189 м над уровнем моря.
Климат
Климат характеризуется как умеренно континентальный. Среднегодовая температура — 5,2 °C. Средняя температура воздуха самого холодного месяца (января) составляет −9,3 °C (абсолютный минимум — −37 °С); самого тёплого месяца (июля) — 18,8 °C (абсолютный максимум — 41 °С). Годовое количество атмосферных осадков — 620 мм, из которых более 60 % приходится на тёплый период года. Снежный покров держится в течение 130—145 дней.
| Показатель                                                                       | Янв. | Фев. | Март | Апр. | Май  | Июнь | Июль | Авг. | Сен. | Окт. | Нояб. | Дек. | Год  |
| -------------------------------------------------------------------------------- | ---- | ---- | ---- | ---- | ---- | ---- | ---- | ---- | ---- | ---- | ----- | ---- | ---- |
| Средний суточный максимум, °C                                                    | −3,9 | −2,9 | 2,9  | 12,9 | 19,2 | 22,4 | 24,8 | 24,1 | 17,8 | 10,4 | 3,4   | −1,1 | 10,8 |
| Средняя температура, °C                                                          | −5,9 | −5,4 | −0,6 | 8,2  | 14,6 | 18,2 | 20,6 | 19,6 | 13,8 | 7,2  | 1,3   | −3   | 7,4  |
| Средний суточный минимум, °C                                                     | −8,3 | −8,4 | −4,5 | 2,8  | 9,1  | 13   | 15,7 | 14,6 | 9,7  | 4    | −0,9  | −5,1 | 3,5  |
| Норма осадков, мм                                                                | 50   | 44   | 47   | 51   | 65   | 71   | 88   | 58   | 60   | 56   | 50    | 50   | 690  |
| Источник: Погода по месяцам c ru.climate-data.org(дата обращения: Сентябрь 2021) |      |      |      |      |      |      |      |      |      |      |       |      |      |

Часовой пояс
Село Дубовица, как и вся Курская область, находится в часовой зоне МСК (московское время). Смещение применяемого времени относительно UTC составляет +3:00.

## Население
| 2002 | 2010 |
| ---- | ---- |
| 439  | ↘355 |

Половой состав
По данным Всероссийской переписи населения 2010 года, в половой структуре населения мужчины составляли 49,6 %, женщины — соответственно 50,4 %.
Национальный состав
Согласно результатам переписи 2002 года, в национальной структуре населения русские составляли 94 %.

## Транспорт
Дубовица находится в 3 км от автодороги федерального значения М3 «Украина» (Москва — Калуга — Брянск — граница с Украиной), в 2 км от автодороги А142 (Тросна — М-3 «Украина»), в 2 км от автодороги регионального значения 38К-040 (Хомутовка — Рыльск — Глушково — Тёткино — граница с Украиной), на автодорогe межмуниципального значения 38Н-631 (А-142 — Дубовица), в 39 км от ближайшего ж/д остановочного пункта 525 км (линия Навля — Льгов I).
В 206 км от аэропорта имени В. Г. Шухова (недалеко от Белгорода).